# Funktor ekstensjonalny
Funktor ekstensjonalny, spójnik ekstensjonalny – funktor zdaniotwórczy od argumentów zdaniowych taki, że wartość logiczna zdania utworzonego za jego pomocą zależy tylko od wartości logicznych zdań składowych.
Funktorami ekstensjonalnymi są więc np. spójniki klasycznego rachunku zdań (koniunkcji {\displaystyle \land ,} alternatywy {\displaystyle \lor ,} implikacji {\displaystyle \to ,} równoważności {\displaystyle \leftrightarrow ,} negacji {\displaystyle \neg }) czy też funktor „Jest prawdą, że” występujący w wyrażeniu „Jest prawdą, że p”. Nie jest natomiast ekstensjonalny funktor „Weronika uważa, że” występujący w wyrażeniu „Weronika uważa, że p” – prawdziwość tego wyrażenia nie zależy wcale od tego, czy p jest prawdziwe, czy fałszywe, ale jedynie od przekonań Weroniki.